# Dimovo
Dimovo (Bulgaars: Димово) is een klein stadje in het noordwesten van Bulgarije in de oblast Vidin. De stad Dimovo is de hoofdplaats van de gelijknamige gemeente Dimovo. Op 31 december 2018 telde het stadje 1.029 inwoners, terwijl de gemeente Dimovo 5.596 inwoners, verspreid over 23 nederzettingen, had. 

## Ligging
De stad ligt op 30 kilometer afstand van  Vidin en op 50 kilometer afstand van Bregovo.

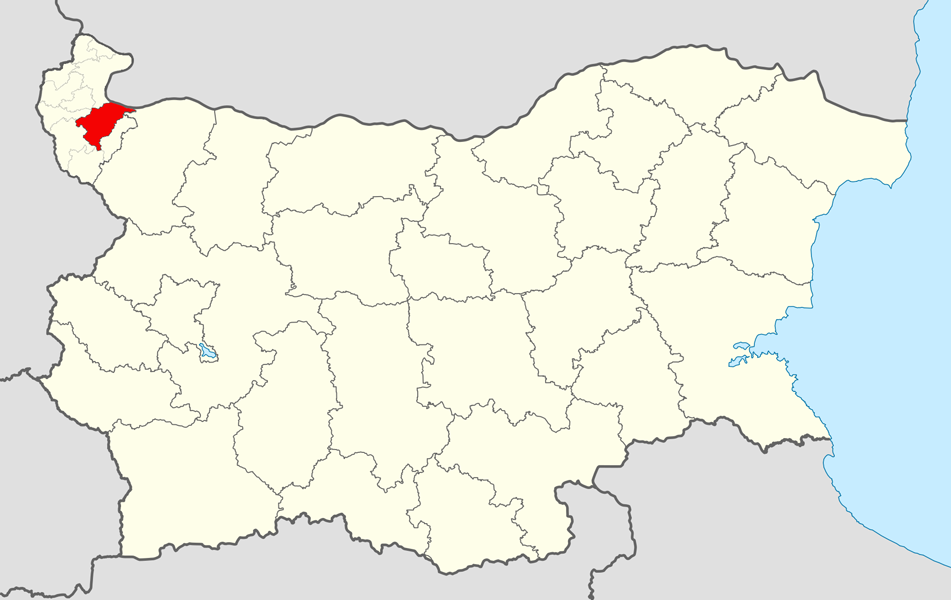
Ligging van de gemeente Dimovo in Bulgarije

## Geschiedenis
Het toenmalige dorpje is in 1851 opgericht door families uit West-Thracië en uit Belogradtsjik. Tot de onafhankelijkheid van Bulgarije heette deze plaats Barzitsa (Бързица). De Ottomanen noemden het echter Osmaniye. In 1880 werd het hernoemd naar Aleksandrovo na de Bulgaarse vorst  Alexander I. Daarna werd deze plaats kort Vlajkovo genoemd ter ere van Todor Vlajkov. De huidige naam Dimovo kreeg het plaatsje pas in 1951.

## Bevolking
Alhoewel Dimovo een stadsstatus heeft, is het niet de grootste nederzetting in de gemeente Dimovo. Zo is het dorp Artsjar (Bulgaars: Арчар) bijvoorbeeld twee maal groter qua inwonersaantal, namelijk 2.258 personen anno 31 december 2018. Net als elders in Noordwest-Bulgarije neemt de bevolking in Dimovo in een rap tempo af. 

#### Religie
Het christendom is de grootste religie in de gemeente Dimovo. Tijdens de optionele volkstelling van 2011 verklaarde 91,1% van de bevolking lid te zijn van de Bulgaars-Orthodoxe Kerk. Verder was zo’n 0,3% katholiek en 0,2% protestants. De overige 8,4% heeft geen religie of heeft liever geen antwoord willen geven op deze vraag. 